# 瓦瓦查基山
16°54′29″S 70°33′39″W / 16.90806°S 70.56083°W
瓦瓦查基山（Wawa Chaki），是秘魯的山峰，位於該國南部莫克瓜大區，由涅托元帥省的卡魯馬斯區負責管轄，屬於安地斯山脈的一部分，海拔高度5,000米。